# Bildungszentrum St. Benedikt Seitenstetten

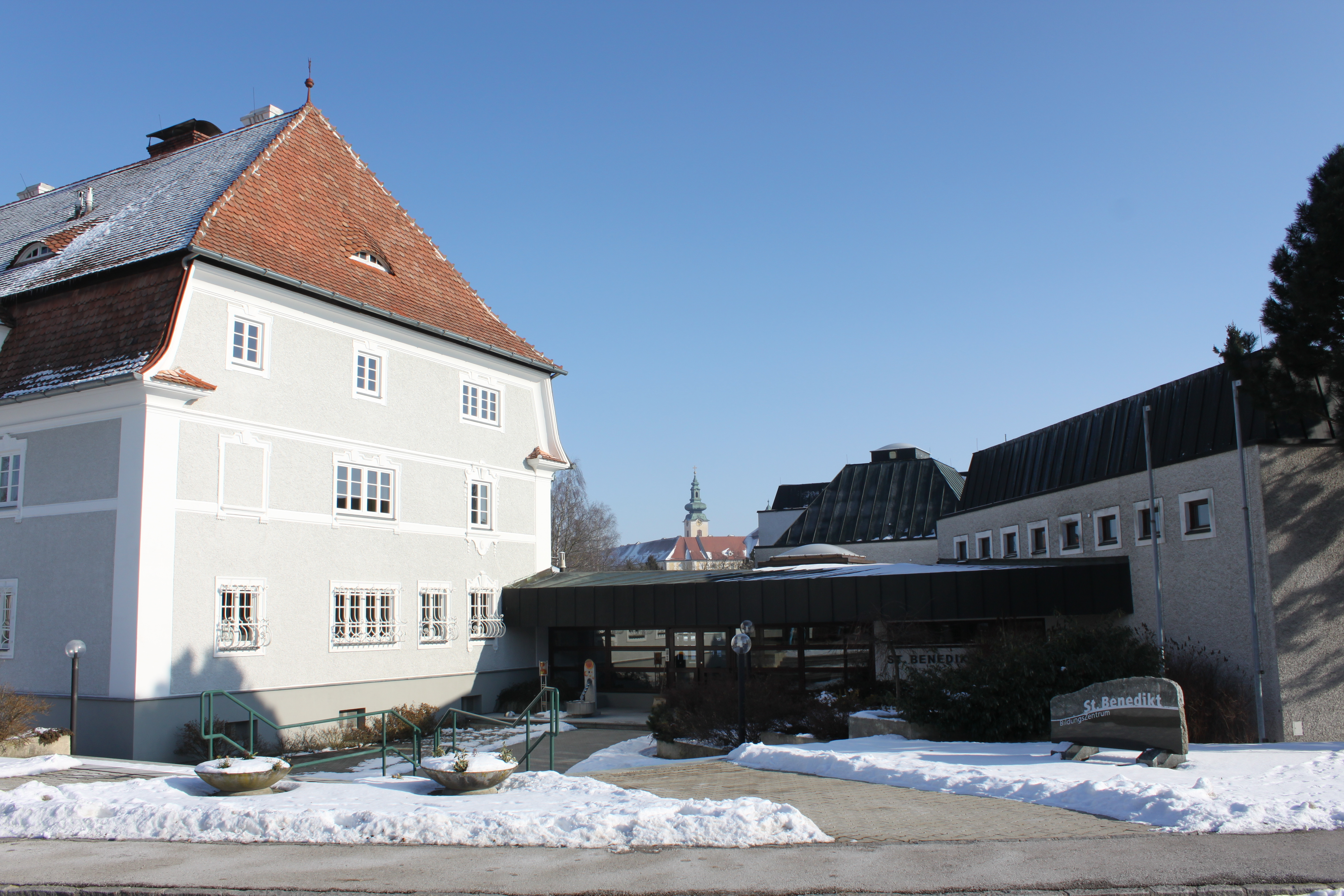
Bildungszentrum St. Benedikt, mittig im Hintergrund das Stift Seitenstetten

Das Bildungszentrum St. Benedikt Seitenstetten ist eine römisch-katholische Bildungseinrichtung der Diözese St. Pölten und des Stiftes Seitenstetten in der Gemeinde Seitenstetten in der Promenade 13.

## Geschichte
Das von 1925 bis 1927 errichtete Gebäude mit der ursprünglichen Bezeichnung Adolphinum wurde für als Internat für adelige Studenten eingerichtet. Der zweigeschoßige Bau unter einem Mansarddach mit Schleppgaupen hat eine neobarocke Fassade. Es gibt einen Nischenerker mit Schopfwalmgiebel, die Fenster des Erdgeschoßes sind mit Korbgittern versehen. Das Objekt wurde im Jahre 1955 von der Diözese St. Pölten von Fürst Auersperg angemietet und als Bischöfliches Knabenseminar Marianum genutzt. 1973 wurde das Haus von der Diözese gekauft. Von 1977 bis 1979 wurde nach den Plänen des Architekten Paul Pfaffenbichler ein weitläufiger Erweiterungsbau mit einer Kapelle errichtet. Die integrierte quadratische Kapelle hat einen offenen Dachstuhl und wird von einem Rundgang umfasst, welcher für Ausstellungen genutzt wird. Die künstlerische Ausgestaltung der Kapelle mit einem abstrakten Glasmalereifries, des Tabernakels, der Kreuzwegbilder und eines breiten geätzten Eingangstürblattes schuf der Maler Rudolf Kolbitsch. Es gibt eine Orgel. 1994 wurde der Erweiterungsbau als Bildungshaus St. Benedikt in die Nutzung genommen. 2006 wurden die Bischöflichen Seminare in Melk und Seitenstetten geschlossen und auch der Altbau wurde Teil des Bildungszentrums.
Seit 2015 findet dort jährlich das Forum Seitenstetten statt, eine interdisziplinäre Tagung und Online-Plattform zu alternativen Finanz- und Wirtschaftsordnungen.